# Ichneumon macilentus
Ichneumon macilentus là một loài tò vò trong họ Ichneumonidae.